# Суслова Пелагея Федорівна
Пелагея Федорівна Суслова (1894—?) — доярка, Герой Соціалістичної Праці (1949).

## Біографія
Пелагея Федорівна Суслова народилася в 1894 році в селі Гридіно (нині — Костромського району Костромської області). Трудову діяльність розпочала батрачкою у віці десяти років. Після створення радгоспу «Караваєво» працювала в ньому дояркою.
В кінці 1930-х років у радгоспі була виведена Костромська порода корів. Завдяки великій роботі, проведеної радгоспними доярками, в тому числі Сусловою, були значно збільшені надої молока. У 1948 році від кожної з восьми закріплених за нею корів вона отримала в середньому по 6158 кілограмів молока. Одна з корів Суслової — Опитниця — за двадцять років дала 116765 кілограмів молока, що було світовим рекордом по надоях і тривалості життя для корови.
Указом Президії Верховної Ради СРСР від 12 липня 1949 року за «отримання високої продуктивності тваринництва в 1948 році» Пелагея Федорівна Суслова удостоєна високого звання Героя Соціалістичної Праці з врученням ордена Леніна і медалі «Серп і Молот».
Була нагороджена двома орденами Леніна, орденом Трудового Червоного Прапора та низкою медалей.